# Castors och Pollux tempel

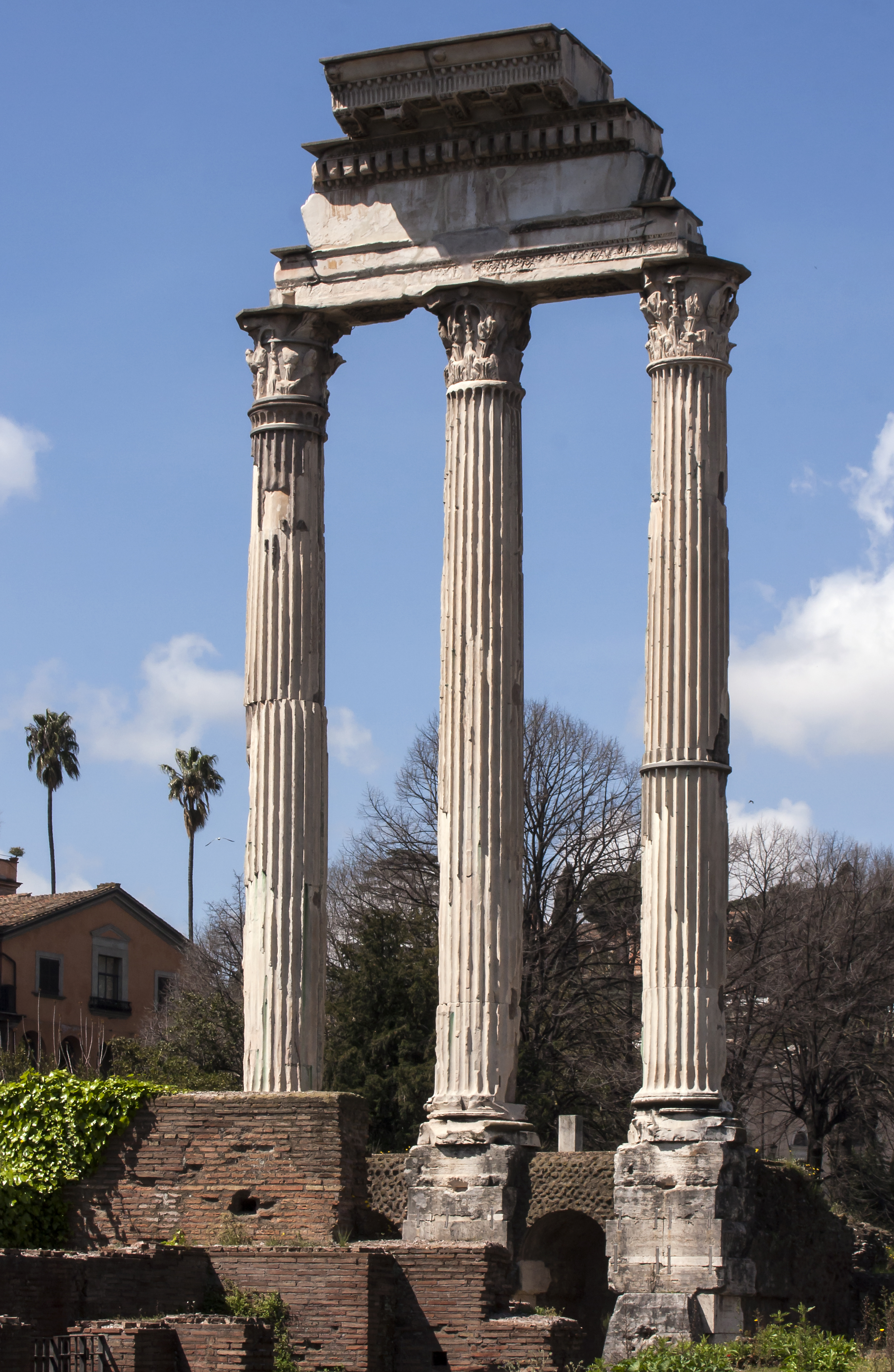
Castors och Pollux tempel – de tre kvarvarande kolonnerna och entablementfragment.

Castors och Pollux tempel, även benämnt Dioskurernas tempel, är beläget på Forum Romanum i Rom, där Via Sacra möter Vicus Tuscus. Templet grundades år 484 f.Kr. av generalen Aulus Postumius efter segern över latinarna vid sjön Regillus. Castor och Pollux var tvillingsöner till den grekiske guden Zeus (romersk benämning Jupiter) och den spartanska drottningen Leda. Kulten kring Castor och Pollux övertogs från det grekiska samhället, främst i Magna Graecia (Syditalien). Flera tempel dedikerades till Castor och Pollux av romarna.
Enligt legenden ska Leda ha blivit förförd av Zeus i form av en svan och sedan ha fött ett eller två ägg, ur vilka Castor och Pollux kläcktes. Legenden anger även att Pollux inte ska ha räknats som Zeus barn och därför inte varit odödlig, men efter hans död ska hans bror ha krävt att de skulle få lika status. Castor och Pollux skall enligt legenden ha deltagit i slaget vid Regillus på romarnas sida. Efter slaget vattnade de sina hästar på Forum, vilket symboliserade seger i kriget. Det skedde vid Juturnas källa, belägen mellan templet och Palatinen.
De tre kvarstående korintiska kolonnerna, som genom århundradena varit ett landmärke på Forum Romanum, är kvarlämningar från en ombyggnad år 6 e.Kr., under kejsar Augustus tid. Det nya templet, uppfört i vit marmor och tuff, var en massiv struktur som mätte 32 x 50 meter och nådde en höjd av nästan 19 meter.

## Historik
Några år efter att Roms sista kung, Lucius Tarquinius Superbus, utvisades från Rom år 509 f.Kr., samlade han latinska styrkor från det italiska fastlandet och förklarade krig mot Rom. Innan slaget vid Regillussjön svor den romerske diktatorn Aulus Postumius Albus Regiliensis att uppföra ett tempel åt Dioskurerna om Rom skulle vinna. Rom vann och det ursprungliga templet uppfördes vid Forum Romanum år 484 f.Kr. i trä. 
Under den romerska republikens historia användes templet på många sätt. Inte minst av romerska senaten som samlades i templet för att diskutera och ta viktiga politiska beslut. Under kejsartiden användes templet även som en bank. Från 156 f.Kr. finns även bevis för att senaten samlades regelbundet i Castor och Pollux templet då pretorer beskrivs rådfråga senaten nedanför Castors tempel.

När templet beskrivs arkitektoniskt talar man i första hand generellt om den augusteiska versionen av templet, av vilken det finns mest bevarat.

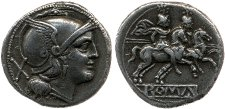
Romerskt mynt som skildrar Dioskurerna. The British Museum.

Varje år hölls en stor kavelleriparad, den så kallade “Transvectio equitum”, som bestod av tusentals unga män med spjut och sköld som vandrade genom rom. Ceremonin skulle symbolisera romarnas seger vid Regillus och paraden stannade bland annat vid Castors och Pollux tempel. Paraden leddes av imatörer av Castor och Pollux.

## Arkitektur
På 150-talet f.Kr. byggdes templet till Castor och Pollux om och gavs då en talarplattform framför templets pronaos. Denna plattform lades till, i samband med att man börjat flytta röstandet inom Comitia tributa från Comitium ut till Forum Romanum och Darryl A. Phillips menar att ombyggnaden gjordes för att anpassa till flytten av Comitia tributa.
År 117 f.Kr. gjordes en omfattande rekonstruktion av templet, av Lucius Caecilius Metellus Dalmaticus som var romersk general och politiker. Nu byttes den föregående träkonstruktionen ut mot bland annat sten.
Under Augustus tid förstördes templet i en brand som hade spridit sig över stora delar av Forum Romanum. Tiberius, son till Augustus fru Livia och senare tronarvinge, tog på sig arbetet att bygga om templet. De kvarlämningar som finns på Forum Romanum idag är från Tiberius återuppbyggnad. Tiberius tempel återdedikerades år 6 e.Kr.
Templet har korintiska kolonner som i sin fullständiga form räknades elva på långsidorna och åtta på kortsidorna. Den ursprungliga främre ingången bestod av dubbla trappor på sidorna och en talplattform, som under Augusteisk tid ersattes med en ensam central trappa, som var betydligt mindre än dess föregångare. Templets inre var ganska komplext och bestod av cirka 25 små kammare. Inuti templet fanns en cella som hyste kultstatyer i trä av Castor och Pollux. Cellan var dekorerad med fresker och mosaik, och det fanns ett litet altare till för att ge offer.

## Arkeologi
Under slutet av 1800-talet och början av 1900-talet genomfördes utgrävningar av templet av arkeologerna Pietro Rosa, Otto Richter och Giacomo Boni. Under dessa utgrävningar grävde man ut templets podium och konstaterade att dessa lämningar var från när Lucius Caecilius Metellus Dalmaticus byggde om templet 117 f.Kr. Ytterligare utgrävningar och dokumenteringar av templet genomfördes mellan 1983 och 1989 av de nordiska akademierna i Rom, under ledning av Inge Nilesen och Birte Poulsen